# Noailhac (Corrèze)
Pour les articles homonymes, voir Noailhac.
Noailhac (Noalhac en occitan) est une commune française située dans le département de la Corrèze en région Nouvelle-Aquitaine.

## Géographie
Commune arrosée par la Loyre qui y prend sa source.

### Communes limitrophes
Les communes limitrophes sont  Collonges-la-Rouge, Lagleygeolle, Lanteuil, Ligneyrac et Turenne.

### Géologie
Pour un article plus général, voir géologie de la France.
Le bourg est notamment bâti en grès rouge comme Collonges-la-Rouge. Il est installé sur le premier rivage calcaire du Quercy et du Périgord déposé par la mer du Jurassique. La faille de Meyssac d'une soixantaine de kilomètres, de direction E-W à NW-SE (matérialisée par les tranchées excavées dans les années 1990 lors du redressement de la départementale 38 au nord du bourg) signe le contact entre cette mer liasique et le bassin sédimentaire permien, le promeneur pouvant faire en quelques pas un bond dans le temps de plus de 60 millions d'années. La mer liasique correspond à une transgression marine franche liée à l'individualisation du Bassin aquitain qui donne un domaine de sédimentation marine ouverte communiquant avec l'océan Atlantique en cours d'ouverture, d'où la formation d'une plate-forme carbonatée nord-aquitaine (vases carbonatées issues de cordons oolithiques et de barrières coralliennes qui isolaient des lagons et des lagunes côtières) qui s'appuie sur le Massif Central avec la mise en place d'une série épaisse de dépôts de calcaires et marnes à ammonites et bélemnites. Le bassin permien est un fossé d'effondrement formé à la fin du cycle hercynien et constitué de sédiments issus de l'érosion du Massif central, épandant dans le bassin de Brive de vastes dépôts de grès (au nord de Collonges, il correspond au grès de Mayssac, grès rouge en bancs réguliers, parfois schisteux).
La morphologie actuelle, sans rupture brutale de relief, masque le rejet vertical de cette faille de plusieurs centaines de mètres entre les deux compartiments nord et sud. Sa matérialisation se traduit par les terrains qu'elle fait affleurer : au-dessus des terrains de l'ère secondaire, les couches plus anciennes de grès de diverses couleurs selon les conditions climatiques torrides ou tropicales, et le taux d'oxyde de fer dans le grès. Au Trias, la région était à la latitude du Sahara actuel, d'où l'oxydation des minéraux ferrifères du grès sous forme d'hématite, en raison du climat tropical chaud et sec, et du taux d'oxyde de fer dans cette roche (2,2 % pour celui de Collonges, d'où les tons de grenat et de lie de vin alors que celui des Vosges est rose et celui de Brive est blanc et bariolé avec des tons blond et lie de vin),. Au sud de cette faille, les terrains marno-calcaires sont généralement orientés vers le sud-ouest, et les affleurements occidentaux de calcaires gréseux donnent des cuestas typiques dans les roches dures mais qui n'ont pas de réelle vigueur.
Les géologues débattent sur l'origine de cette faille complexe : ancienne faille varisque de direction armoricaine, réactivée sous le poids des sédiments calcaires du Jurassique et subissant le contrecoup lointain de la surrection des Pyrénées au Tertiaire ? Faille de direction « pyrénéenne » héritée du grand décrochement des sillons houillers du Massif Central ?
Un double circuit de découverte (automobile et pédestre) est mis en place depuis 2010 pour la mise en valeur touristique et pédagogique de ce géosite. Il comprend cinq stations d’interprétation avec des panneaux explicatifs illustrés (falaise du Sinémurien avec le calcaire relevé de plus de 50 m au lieu-dit le col de la Croix du Buis, pli synclinal « en genou » à la station 5),. Ce patrimoine géologique est également mis en valeur au centre du bourg de Noailhac, dans une salle d’exposition sur la géologie, l'’Espace de Découverte de la Faille de Meyssac et de la Pierre inaugurée le 30 mai 2015.

### Climat
Pour des articles plus généraux, voir Climat de la Nouvelle-Aquitaine et Climat de la Corrèze.
Historiquement, la commune est dans une zone de transition entre les climats océaniques aquitain et montagnard.  
En 2020, Météo-France publie une typologie des climats de la France métropolitaine dans laquelle la commune est dans une zone de transition entre le climat océanique altéré et le climat de montagne et est dans la région climatique  Ouest et nord-ouest du Massif Central, caractérisée par une pluviométrie annuelle de 900 à 1 500 mm, maximale en automne et en hiver.
Pour la période 1971-2000, la température annuelle moyenne est de 12,1 °C, avec  une amplitude thermique annuelle de 15,4 °C. Le cumul annuel moyen de précipitations est de 1 168 mm, avec 13,1 jours de précipitations en janvier et 7,3 jours en juillet. Pour la période 1991-2020, la température moyenne annuelle observée sur la station météorologique la plus proche, située sur la commune de Nespouls à 10 km à vol d'oiseau, est de 12,6 °C et le cumul annuel moyen de précipitations est de 836,4 mm,. Pour l'avenir, les paramètres climatiques de la commune estimés pour 2050 selon différents scénarios d’émission de gaz à effet de serre sont consultables sur un site dédié publié par Météo-France en novembre 2022.

## Urbanisme

### Typologie
Au 1er janvier 2024, Noailhac est catégorisée commune rurale à habitat très dispersé, selon la nouvelle grille communale de densité à 7 niveaux définie par l'Insee en 2022.
Elle est située hors unité urbaine. Par ailleurs la commune fait partie de l'aire d'attraction de Brive-la-Gaillarde, dont elle est une commune de la couronne,. Cette aire, qui regroupe 80 communes, est catégorisée dans les aires de 50 000 à moins de 200 000 habitants,.

### Occupation des sols
L'occupation des sols de la commune, telle qu'elle ressort de la base de données européenne d’occupation biophysique des sols Corine Land Cover (CLC), est marquée par l'importance des territoires agricoles (51,9 % en 2018), en augmentation par rapport à 1990 (47,2 %). La répartition détaillée en 2018 est la suivante : 
forêts (48,1 %), prairies (38 %), zones agricoles hétérogènes (13,8 %).
L'évolution de l’occupation des sols de la commune et de ses infrastructures peut être observée sur les différentes représentations cartographiques du territoire : la carte de Cassini (XVIIIe siècle), la carte d'état-major (1820-1866) et les cartes ou photos aériennes de l'IGN pour la période actuelle (1950 à aujourd'hui).

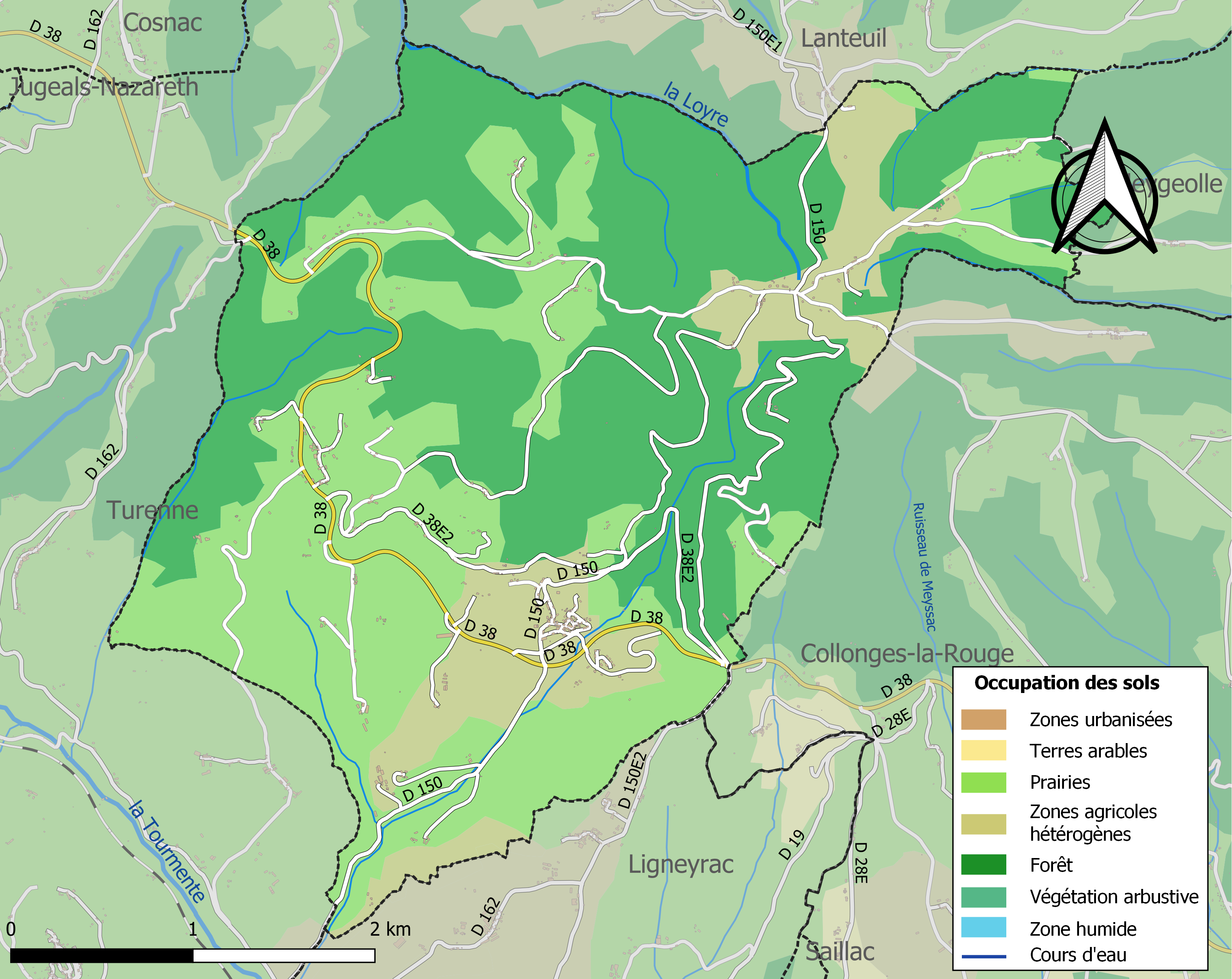
Carte des infrastructures et de l'occupation des sols de la commune en 2018 (CLC).

### Risques majeurs
Le territoire de la commune de Noailhac est vulnérable à différents aléas naturels : météorologiques (tempête, orage, neige, grand froid, canicule ou sécheresse), inondations, feux de forêts, mouvements de terrains et séisme (sismicité très faible). Il est également exposé à un risque particulier : le risque de radon. Un site publié par le BRGM permet d'évaluer simplement et rapidement les risques d'un bien localisé soit par son adresse soit par le numéro de sa parcelle.

#### Risques naturels
Certaines parties du territoire communal sont susceptibles d’être affectées par le risque d’inondation par débordement de cours d'eau, notamment la Loyre. La commune a été reconnue en état de catastrophe naturelle au titre des dommages causés par les inondations et coulées de boue survenues en 1982, 1997 et 1999,. 

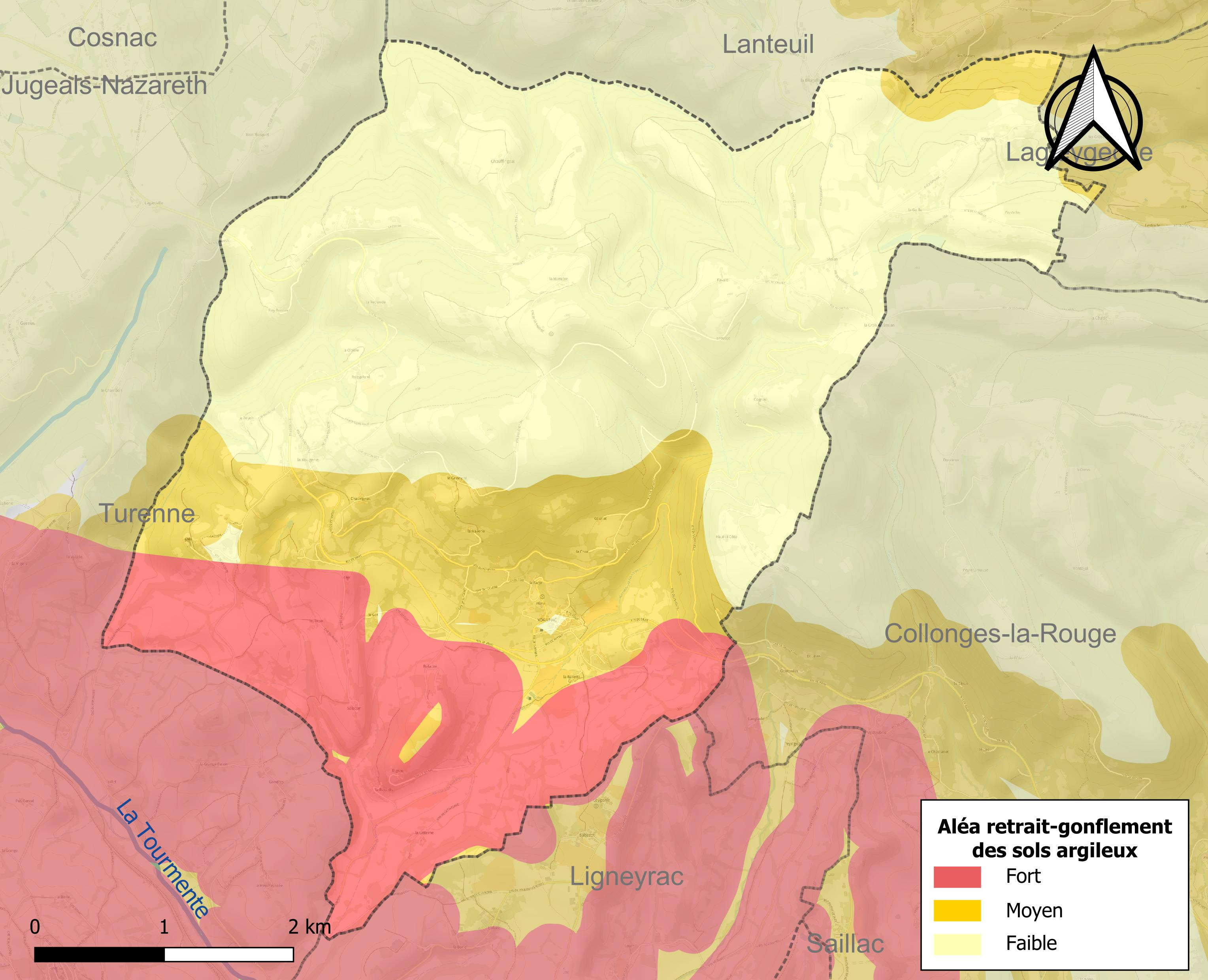
Carte des zones d'aléa retrait-gonflement des sols argileux de Noailhac.

La commune est vulnérable au risque de mouvements de terrains constitué principalement du retrait-gonflement des sols argileux. Cet aléa est susceptible d'engendrer des dommages importants aux bâtiments en cas d’alternance de périodes de sécheresse et de pluie. 40,3 % de la superficie communale est en aléa moyen ou fort (26,8 % au niveau départemental et 48,5 % au niveau national). Sur les 217 bâtiments dénombrés sur la commune en 2019,  92 sont en aléa moyen ou fort, soit 42 %, à comparer aux 36 % au niveau départemental et 54 % au niveau national. Une cartographie de l'exposition du territoire national au retrait gonflement des sols argileux est disponible sur le site du BRGM,.
Concernant les feux de forêt, aucun plan de prévention des risques incendie de forêt (PPRIF) n’a été établi en Corrèze, néanmoins le code de l’urbanisme impose la prise en compte des risques dans les documents d’urbanisme. Le périmètre des servitudes d'utilité publique et des zones d'obligation légale de débroussaillement pour les particuliers est quant à lui défini pour la commune dans une carte dédiée. 
Concernant les mouvements de terrains, la commune a été reconnue en état de catastrophe naturelle au titre des dommages causés par la sécheresse en 2017 et par des mouvements de terrain en 1999.

#### Risque particulier
Dans plusieurs parties du territoire national, le radon, accumulé dans certains logements ou autres locaux, peut constituer une source significative d’exposition de la population aux rayonnements ionisants. Certaines communes du département sont concernées par le risque radon à un niveau plus ou moins élevé. Selon la classification de 2018, la commune de Noailhac est classée en zone 3, à savoir zone à potentiel radon significatif. 

## Histoire
Le bourg, qui comprenait un petit château et une église, appartenait aux La Chassagne, mais ces derniers le vendirent aux vicomtes de Turenne au XIIIe siècle. Ainsi la paroisse fut rattachée à la châtellenie de Collonges, membre de la vicomté de Turenne.
Sur la demande du vicomte, la famille d'Astorg garda le village. Puis par mariage, il fut cédé aux Noailles. En 1738, grâce au démantèlement de la vicomté de Turenne, la famille Noailles acheta Noailhac et le rattacha au duché de Noailles.

## Politique et administration
| Période   | Période  | Identité           | Étiquette | Qualité                                        |
| --------- | -------- | ------------------ | --------- | ---------------------------------------------- |
| mars 2001 | 2014     | Bernard Bleslu     | DVG       | Fonctionnaire des Postes et Télécommunications |
| mars 2014 | En cours | Christian Lassalle | DVD       | Conseiller juridique                           |

## Démographie
| 1793 | 1800 | 1806 | 1821 | 1831  | 1836 | 1841  | 1846  | 1851  |
| ---- | ---- | ---- | ---- | ----- | ---- | ----- | ----- | ----- |
| 814  | 709  | 937  | 919  | 1 010 | 988  | 1 062 | 1 032 | 1 026 |

| 1856 | 1861 | 1866 | 1872 | 1876 | 1881 | 1886 | 1891 | 1896 |
| ---- | ---- | ---- | ---- | ---- | ---- | ---- | ---- | ---- |
| 985  | 970  | 965  | 774  | 789  | 727  | 705  | 690  | 685  |

| 1901 | 1906 | 1911 | 1921 | 1926 | 1931 | 1936 | 1946 | 1954 |
| ---- | ---- | ---- | ---- | ---- | ---- | ---- | ---- | ---- |
| 636  | 634  | 585  | 458  | 412  | 369  | 353  | 345  | 341  |

| 1962 | 1968 | 1975 | 1982 | 1990 | 1999 | 2005 | 2006 | 2010 |
| ---- | ---- | ---- | ---- | ---- | ---- | ---- | ---- | ---- |
| 337  | 276  | 242  | 266  | 276  | 310  | 323  | 326  | 359  |

| 2015 | 2020 | 2022 | - | - | - | - | - | - |
| ---- | ---- | ---- | - | - | - | - | - | - |
| 380  | 355  | 351  | - | - | - | - | - | - |

## Culture locale et patrimoine

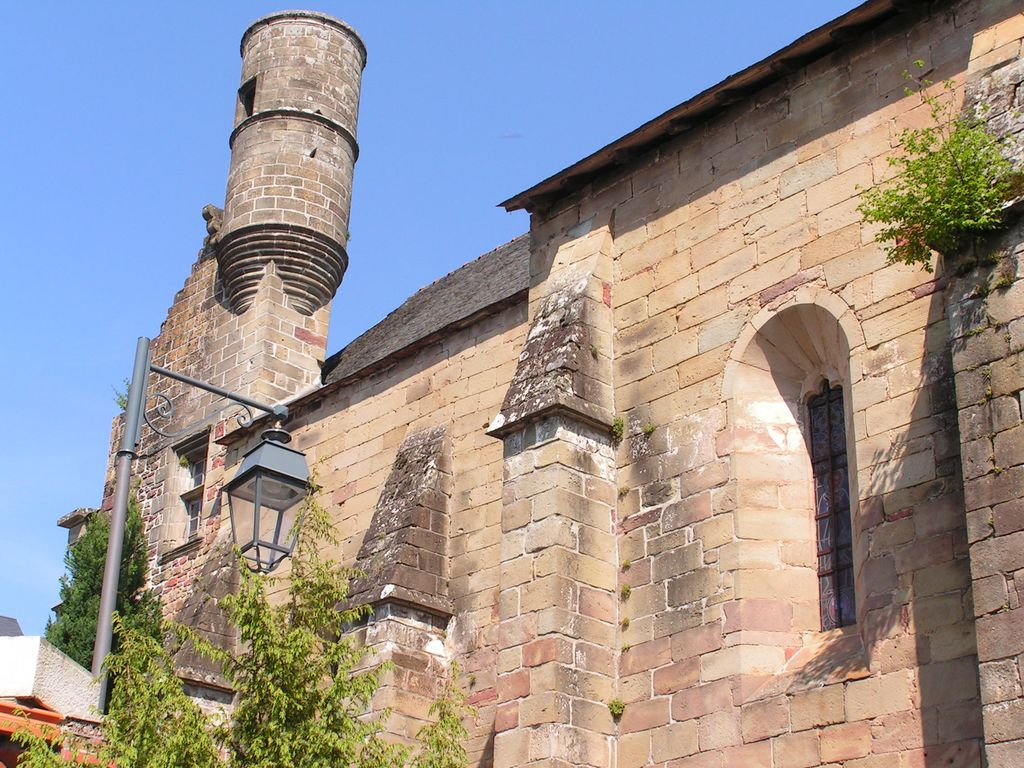
Échauguette de la façade sud de l’église Saint-Pierre-ès-Liens.
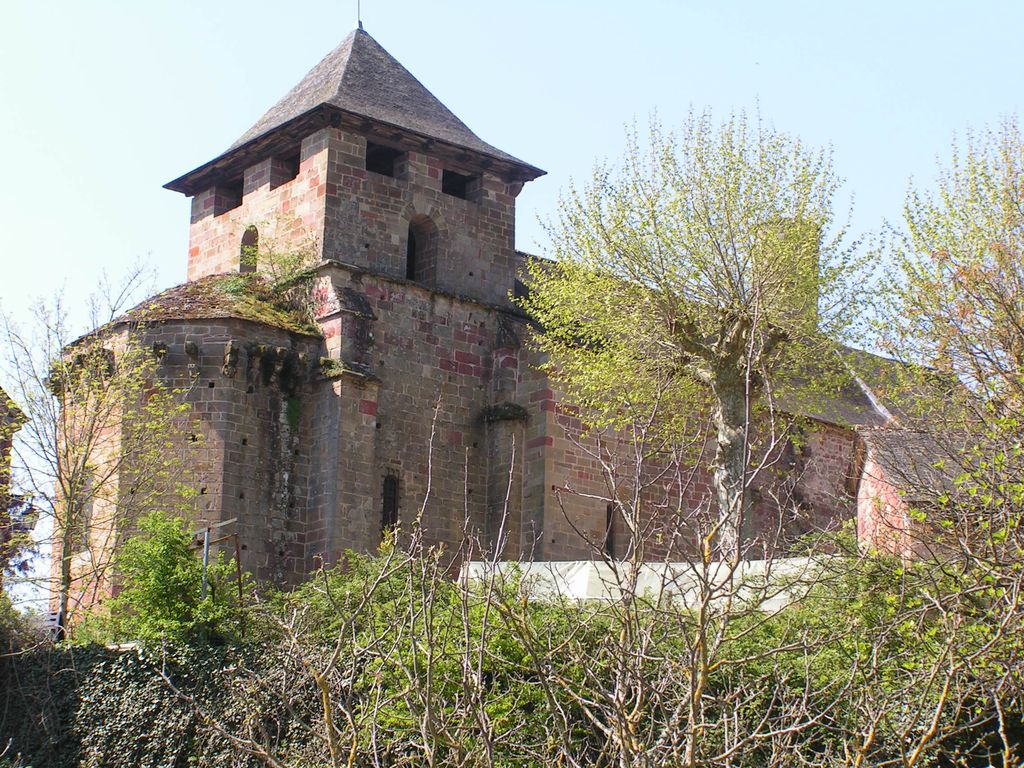
Église Saint-Pierre-ès-Liens.

### Lieux et monuments

#### Église Saint-Pierre-ès-Liens
L’église Saint-Pierre-ès-Liens (XIIe-XVe siècles), construite en grès rouge, date en partie de la période romane. Détruite en partie pendant la guerre de Cent Ans, la nef a été reconstruite dans le style gothique au XVe siècle, par les Noailles. L’édifice religieux mis à mal pendant la Révolution, fut mal réparé vers les années 1830, puis en 1905, un mur plat fut élevé sur sa façade ouest. Depuis le 6 février 1923, l’église est classée monument historique.

#### Châteaux de Noailhac
- Le château de Lacoste, construit au XVe siècle, formait un ensemble fortifié avec l’église. La tourelle du flanc sud de l’édifice religieux était peut-être défensive. Le château était accolé au flanc nord de l’église (sur la place actuelle). Il survécut aux guerres de religion et connut des campagnes de travaux aux XVIIe et XVIIIe siècles. Abandonné par ses propriétaires, il tomba en ruines, ruines encore présentes au début du XXe siècle, mais inexistantes aujourd’hui. C’est un monument inscrit[34].
- Le château de Chabrignac, aujourd'hui en ruines, était la propriété de la famille de Geoffre depuis l'époque des Croisades.
- Le château de Lon date de 1650.

### Héraldique
| Blason de Noailhac | Blason  | Parti : au 1er d'or à trois bandes de sinople, au 2e coupé au I d'or à une main de gueules, au II d'azur à trois tours d'argent maçonnées de sable. |
| Blason de Noailhac | Détails | Le statut officiel du blason reste à déterminer. |

### Cartes
1. ↑  IGN, « Évolution comparée de l'occupation des sols de la commune sur cartes anciennes », sur remonterletemps.ign.fr (consulté le 2 juillet 2022).
2. ↑  « Cartographie interactive de l'exposition des sols au retrait-gonflement des argiles », sur infoterre.brgm.fr (consulté le 29 septembre 2024)